# Раф Валлоне
Раф (Рафаело) Валлоне (нар.17 лютого 1916 — пом.31 жовтня 2002) — італійський актор театру і кіно, один із визначних акторів неореалістичного напрямку. Організатор театральної групи «Раф Валлоне».

## Життєпис
Народився у Турині в родині адвоката. Ще у шкільні роки захоплювався філософією та всесвітньою історією людської думки, тому отримав на́звисько «філософ». Він закінчив філософські факультети Туринського та Віденського університетів. Водночас Валлоне грав у футбол. Навіть захищав кольори національної збірної Італії. Але у 1939 році у Відні під час матчу Раф отримує травму, яка змусила закінчити футбольну кар'єру.
Дебют Валлоне у кіно відбувся у 1948 році в стрічці «Гіркий рис» (режисер де Сантіс). Відразу він став відомим. З того часу Раф Валлоне почав постійно зніматися у кінофільмах, в першу чергу режисера де Сантіса.
У 1953 році наступає новий підйом у акторській кар'єрі Рафа — у фільмі М.Карне «Тереза Ракен». З цього моменту Валлоне грає здебільшого героїв-коханців. У 60-х роках Раф Валлоне багато знімається в Італії, Франції, США. Останньою робою у кіно стала картина «Сезон миру у Парижі».
Після цього Раф Валлоне організує театральну групу, з якою гастролює по всій Італії. Помер Валлоне 31 жовтня 2002 року у Римі.
Був одружений з актрисою Еленою Варці.

## Фільмографія
- 1948 : Гіркий рис
- 1950 : Немає миру під оливами
- 1950 : Дорога надії
- 1952 : Рим, 11 годин
- 1952 : Червоні сорочки
- 1953 : Тереза Ракен
- 1954 : Пляж
- 1955 : Знак Венери / Il segno di Venere — Ігнаціо Болоньїні
- 1956 : Роза Берндт
- 1957 : Гуендаліна
- 1958 : Продавчиня фіалок / (La violetera) — Фернандо
- 1960 : Чочара / La ciociara — Джованні
- 1960 : Холостяцька квартирка
- 1961 : Вигляд з мосту
- 1961 : Сід
- 1962 : Федра
- 1963 : Кардинал
- 1975 : Рожевий бутон
- 1977 : Зворотна сторона півночі / (The Other Side of Midnight) — Костянтин Демерис
- 1979 : Майже ідеальний роман
- 1981 : Сезон миру у Парижі
- 1983 : Червоне та чорне
- 1990 : Хрещений Батько. Частина III

## Спортивна кар'єра
За основний склад «Торіно» дебютував 26 травня 1935 року. У Мілані його команда поступилася місцевій «Амброзіані» з рахунком 0:4. В сезоні 1939/40 захищав кольори «Новари».
Статистика виступів у Серії «А»:
| Сезон   | Команда  | Чемпіонат | Чемпіонат | Чемпіонат |
| Сезон   | Команда  | Ліга      | Ігри      | Голи      |
| ------- | -------- | --------- | --------- | --------- |
| 1934/35 | «Торіно» | Д-1       | 1         | 0         |
| 1935/36 | «Торіно» | Д-1       | 1         | 0         |
| 1937/38 | «Торіно» | Д-1       | 5         | 1         |
| 1938/39 | «Торіно» | Д-1       | 15        | 3         |
| 1939/40 | «Новара» | Д-1       | 7         | 0         |
| 1940/41 | «Торіно» | Д-1       | 2         | 0         |

Брав участь у фіналі Кубка Італії 1937/38. Його команда двічі поступилася сусідам з «Ювентуса», а Раф Валлоне грав у другому поєдинку замість Чезаре Галлеа.